# Julia Voss

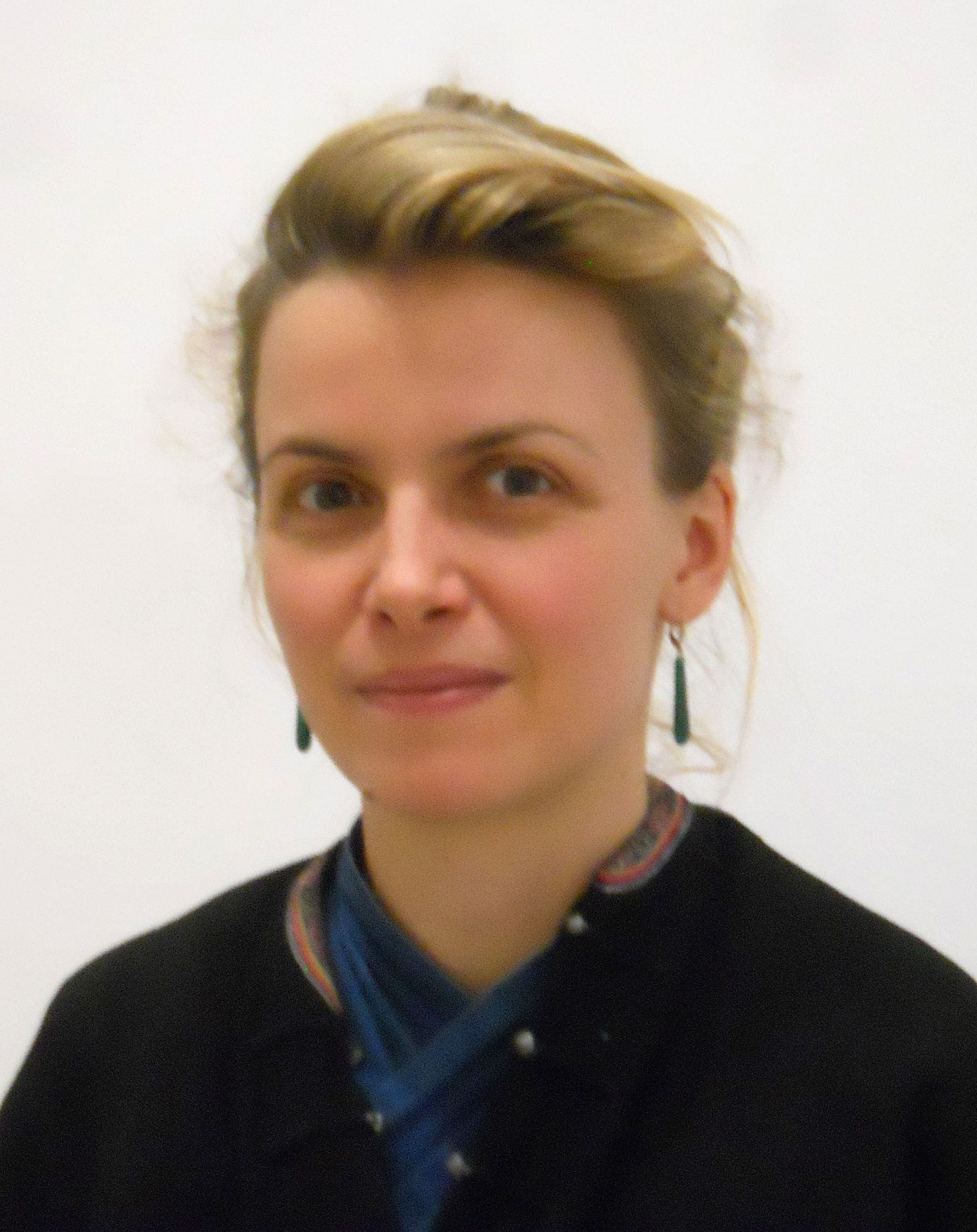
Julia Voss, 2014 im Frankfurter Städel

Julia Voss (* 1974 in Frankfurt am Main) ist eine deutsche Kunstkritikerin, Wissenschaftshistorikerin und Journalistin. Sie war stellvertretende Leiterin des Feuilletons der Frankfurter Allgemeinen Zeitung und ist seit 2015 Honorarprofessorin an der Leuphana Universität Lüneburg.

## Leben und Wirken
Nach dem Abitur 1993 an der Altkönigschule in Kronberg studierte Voss Neuere Deutsche Literatur, Kunstgeschichte und Philosophie an der Albert-Ludwigs-Universität in Freiburg, der Humboldt-Universität zu Berlin und am Goldsmiths College in London. 2000 machte sie ihren Magisterabschluss über Literarische Formen der Darwinismus-Debatte. Von 2001 bis 2004 verfolgte sie ihr kunsthistorisches Dissertationsprojekt One long Argument. Die Darwinismus-Debatte im Bild im Rahmen eines Forschungsprojekts des Max-Planck-Instituts für Wissenschaftsgeschichte. Sie untersuchte darin die Rolle von Abbildungen Charles Darwins für die Entstehung der Evolutionstheorie. Ende 2005 wurde Voss an der Humboldt-Universität promoviert. 2008 sah Voss in Jemmy Button, einer realen Figur aus Charles Darwins Reiseerzählung „Die Fahrt der Beagle“ – nicht nur aufgrund der Namensähnlichkeit – das Vorbild für Michael Endes Kinderbuchfigur Jim Knopf.
Nach einer Hospitanz leitete Julia Voss (jvo) – neben Niklas Maak – seit 2007 das Kunstressort der Frankfurter Allgemeinen Zeitung (FAZ). Sie war im Blatt thematisch unter anderem mit der Problematik der Raubkunst befasst. 2012 äußerte sie sich dort zur mangelnden Präsentation von Frauen in der modernen Kunst.  Am 1. November 2014 wurde sie stellvertretende Leiterin des Feuilletons der FAZ. 2016 wechselte sie nach zehn Jahren hauptberuflicher Zeitungsarbeit in die Wissenschaft. Sie schrieb von Januar 2018 bis Januar 2020 die Kunstkolumne „Fragen Sie Julia Voss“ für die Frankfurter Allgemeine Sonntagszeitung, in der sie Leserfragen zur zeitgenössischen Kunst beantwortete.
Seit 2015 ist Voss Honorarprofessorin am Institut für Philosophie und Kunstwissenschaft der Leuphana Universität Lüneburg. 2016/17 war sie Fellow des Wissenschaftskollegs zu Berlin mit einem Projekt über „Hilma af Klint und die Evolution der Kunst“, danach Fellow des Lichtenberg-Kollegs der Georg-August-Universität Göttingen. Als ihre Forschungsschwerpunkte bezeichnet sie auf der Webseite ihrer Universität: „Die Geschichte der Abstraktion, die Verbindungen von Evolutionstheorie und Kultur, Restitution und Provenienz, Theorie und Geschichte des Kunstmarkts und der Kunstkritik.“ Im Januar und Februar 2019 war sie Visiting Fellow am Center for Advanced Studies (CAS) der Ludwig-Maximilians-Universität in München.
Seit 2021 arbeitet Voss als wissenschaftliche Mitarbeiterin im Präsidium des Deutschen Historischen Museums in Berlin. Sie war 2021 Co-Kuratorin der Ausstellung documenta. Politik und Kunst im Deutschen Historischen Museum, die sich kritisch mit der Geschichte der documenta in Kassel auseinandersetzte.

## Preise und Auszeichnungen
Für ihre Dissertation wurde sie 2005 mit der Otto-Hahn-Medaille der Max-Planck-Gesellschaft ausgezeichnet. 2009 erhielt sie den Sigmund-Freud-Preis für wissenschaftliche Prosa der Deutschen Akademie für Sprache und Dichtung für ihre Studie zu Charles Darwins Evolutionstheorie. Sie war Jurymitglied der 53. Biennale Venedig 2009. Im Jahr 2013 erhielt sie den Luise-Büchner-Preis für Publizistik. Ihr Buch über die schwedische Malerin Hilma af Klint mit dem Titel Hilma af Klint – Die Menschheit in Erstaunen versetzen stand zum Preis der Leipziger Buchmesse 2020 in der Kategorie Sachbuch/Essayistik auf der Shortlist.

## Schriften
- Darwins Bilder. Ansichten der Evolutionstheorie 1837–1874. Fischer, Frankfurt am Main 2007. ISBN 3-596-17627-1.
- Charles Darwin zur Einführung. Junius Verlag, Hamburg 2008. ISBN 978-3-88506-654-5.
- Darwins Jim Knopf. S. Fischer, Frankfurt am Main 2009. ISBN 978-3-10-095805-1.
- als Mitherausgeberin mit Eva Atlan und Raphael Gross: 1938. Kunst, Künstler, Politik. Wallstein Verlag, Göttingen 2013.
- Hinter weißen Wänden. Behind the White Cube. Mit Zeichnungen von Philipp Deines. Merve Verlag, Berlin 2015. ISBN 978-3-88396-360-0[8]
- Hilma af Klint – Die Menschheit in Erstaunen versetzen. Biographie. S. Fischer, Frankfurt am Main 2020, ISBN 978-3-10-397367-9.